# Zaculeu
Zaculeu egykori maja település romterülete Guatemala délnyugati részén, Huehuetenango városától 4 km-re fekszik.
A "zaculeu" név a mam, kicse és Q'anjob'al nyelveken "fehér földet" jelent, a "zac" (fehér) és az "ulew" (föld) szavakból. Mam nyelven a helyet Chinabajul-nak is nevezik.

## Történelem
A maja korai klasszikus korban (250 és 600 között) alapították. Fénykorát a 8. század körül élte, amikor is legnagyobb piramistemplomai létesültek, majd a maja kultúra általános hanyatlása idején, 1525-ben vált elhagyatottá. A 10. században a mai Mexikó felől  mam indián csoportok érkeztek és elfoglalták a várost. Ők laktak itt még akkor is, amikor a spanyol konkvisztádorok megérkeztek a régióba. A mamok hónapokig ellenálltak, de végül feladták a várost, amely romhalmazzá változott.

## Napjainkban
A templomváros meredek falú, magas folyóteraszon fekszik 1900 méter magasságban. Középpontjában egy kb. 25 méter magas lépcsős piramis áll, mellette szétszórtan egyéb építmények: csillagvizsgáló, labdajátéktér és kisebb templomok helyezkednek el. A rekonstruálók nem sajnálták a cementet és a meszet, hogy újjávarázsolják az eredeti épületegyüttes monumentalitását, de vitatható hogy valóban így nézett-e ki hajdanán Zaculeu. A romok szomszédságában kis múzeumot is létesítettek.

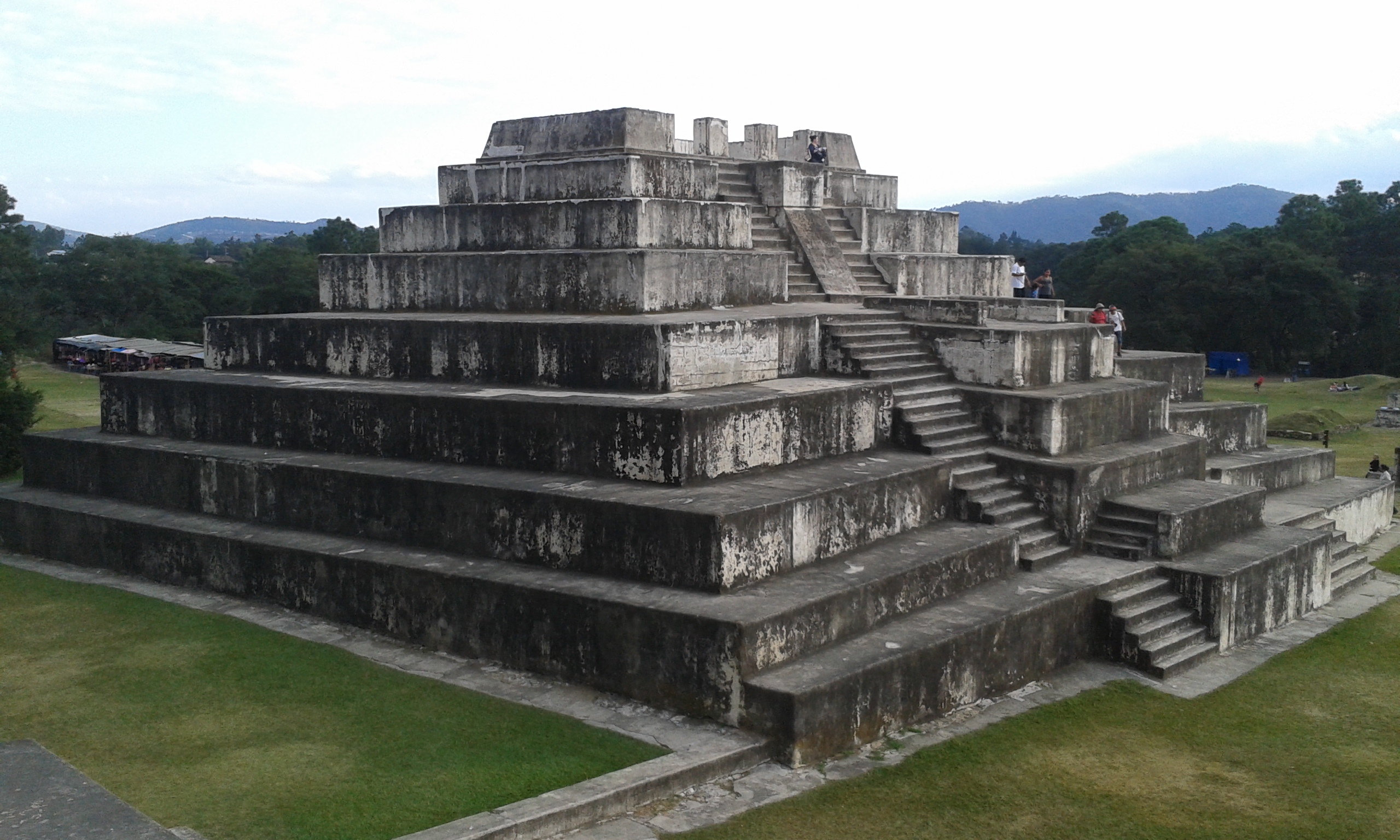
Zaculeu

## Fordítás
- Ez a szócikk részben vagy egészben  a   Zaculeu című angol Wikipédia-szócikk fordításán alapul.  Az eredeti cikk szerkesztőit annak laptörténete sorolja fel. Ez a jelzés csupán a megfogalmazás eredetét és a szerzői jogokat jelzi, nem szolgál a cikkben szereplő információk forrásmegjelöléseként.